# Доња Амбела
Доња Амбела (грч. Κάτω Αμπέλα, Като Амбела) је насељено место у општини Синтика у периферији Средишња Македонија, Грчка. Према попису из 2021. године било је 209 становника.
Према бугарском географу и историчару, Василу Канчову, у Амбели (Горња и Доња) живело је 1900. године 260 Турака. Село се раније звало Инанли и састојало се од Горње и Доње махале. Године 1924. турско становништво је принудно исељено у Турску а на њихово место су насељене грчке избегличке породице, којих је на попису из 1928. године било 172 у Доњој Амбели.